# 梨の木峠 (岩手県)
梨の木峠（なしのきとうげ）は、岩手県八幡平市にある峠。標高は483m。

## 概要
梨の木峠越えと、米代川の谷間沿いの難所として有名な旧鹿角街道の峠で、江戸時代は梨子木峠とも記された(『南部領内絵図』)。菅江真澄は「けふの狭布」に、高山彦九郎は「北行日記」に、峠越えを書いている。
1891年（明治24年）に津軽街道（現在の国道282号）が北側の貝梨峠経由で開鑿されたことにより、梨の木峠越えの道は交通量が激減した。現在の峠付近は林道になっており、また東北自動車道が梨木トンネルとして峠の真下を抜けている。

## 江戸時代の記録
菅江真澄は1785年（天明5年）この峠を越えてその様子を「けふの狭布」に記録している。「四月、昨夜から雨が降る。梨木峠に向かうと、牛を追う男が今日は百里を行って宿を取るから急げと先ゆく子らに言う。…牛馬の行き交いが頻繁だ。道は水田の様ににかるみ、すねまで深く入って行き悩んだ。そのため、まだ日が高いうちに曲田という集落に宿を取った」(ここで言う百里は11km弱)
1790年（寛政2年）高山彦九郎は「北行日記」で「…下り曲田村、橋を渡りて小坂を経て新町六十軒斗(ばか)り…」と記録している。

## 旧道の現在
曲田の町の外れには、朽ちた蒼前神社がある。社の中に馬の神が祀っている。坂を登っていくと、途中に史跡「曲田一理塚」が対になって残っているが、これも形を失いつつある。林道に沿って田代側に越えると、旧道入り口があり、そこに「塞の神入り口」がある。林の中に入っていくと、大木の根元に塞の神(道祖神)が祀ってある。

## 参考資料
- 「角川日本地名大辞典」編纂委員会『角川日本地名大辞典 3 岩手県』角川書店、1985年3月8日。ISBN 4040010302。
- 『日本山名辞典』三省堂、2011年8月10日。ISBN 978-4-385-15428-2。